# Johann Trollmann

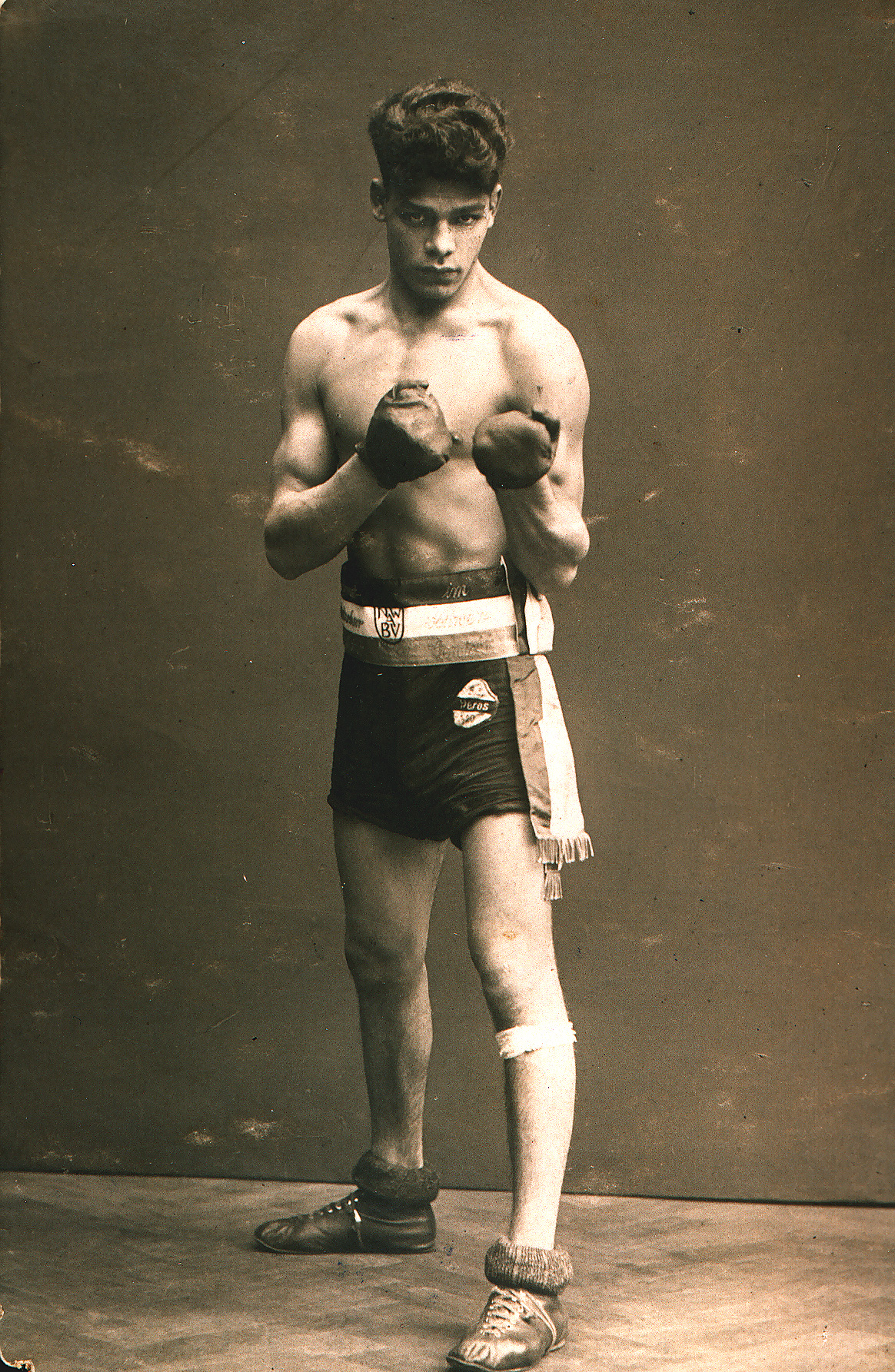
Johann Trollmann som nordtysk amatörmästare i boxningsklubben "Herus", fotograferad i Hannover, 1928.

Johann Wilhelm Trollmann, född 27 december 1907 i Wilsche i Landkreis Gifhorn, officiellt död 9 februari 1943 i koncentrationslägret Neuengamme, men levde troligen ytterligare i cirka 1,5 år i grannlägret Wittenberge.
Trollmann var en sinto-tysk boxare, som kallades Gipsy. Han var känd för sin rörliga och dansanta boxningsstil, som gick på tvärs med det dåtida (preussiska) idealets upprätta och stillastående boxning. Hans framgångar gjorde honom populär hos den tyska publiken, men obekväm för den nazistiska regimen, en motsättning som 1933 ledde till att han fråntogs sin proffslicens.

## Biografi
Trollmann växte upp i en stor familj i mellankrigstidens Hannover och började vid åtta års ålder boxas i en arbetarklubb. Han visade tidigt stor talang och tillhörde vid 1920-talets slut toppskiktet i den nordtyska amatörboxningen. Efter att ha gått miste om en förväntad plats i OS-truppen 1928, antagligen på grund av sin sinti-bakgrund, blev Trollmann proffs i Berlin. Han vann en stor del av sina matcher och blev genom sin stil en tysk publikfavorit, samtidigt som den nazi-vänliga pressen kritiserade hans boxning som "ogermansk" och publicerade karikatyrer av honom.
Vid nazisternas makttillträde 1933 övertogs det tyska boxningsförbundet av partimedlemmar. Kampsporter ansågs viktiga i fostrandet av rikets unga och judar förbjöds snabbt att verka inom boxningen. Den judiske mästaren i lätt tungvikt, Erich Seelig, flydde därför till Paris och Trollmann erbjöds i juni 1933 en titelmatch. Nazisterna var tvungna att låta Trollmann boxas eftersom han var publikfavorit, men de ville inte att han skulle vinna. Därför fick Adolf Witt, som var det största hotet, bli hans motståndare. Trollmann varnades inför matchen att en seger inte var önskvärd, men lät sig inte avskräckas. Han dansade runt Witt under tolv ronder och tog poäng i utklassningsstil. Trots det förklarade domarna, efter påtryckningar från boxningsförbundets högsta ledning, matchen som "utan resultat" på grund av "dålig boxning" från båda parterna. Publiken reagerade starkt. Under en halvtimme buade och visslade man åt domslutet, som till slut ändrades. Trollmann blev därigenom tysk mästare i lätt tungvikt.
Mindre än en vecka senare upphävdes dock domslutet av boxningsförbundets styrelse och Trollmann fråntogs sin titel. Han erbjöds en ny match mot Gustav Eder, under förutsättning att han boxades "som en arier". När Trollmann kom upp i ringen för returmatchen hade han dammat kropp och ansikte vitt och blonderat sitt hår ljust. Provokationen mot regimen fullbordades genom att han konsekvent boxades parodiskt upprätt och stillastående "i tysk stil". Han förlorade matchen och erbjöds därefter inga fler titelmatcher.
När möjligheterna till professionellt boxande minskade, på grund av boxningsförbundets inflytande, tog Trollmann arbeten på tivolin och varietéer, där han bland annat medverkade i olagliga boxningsmatcher. Detta ledde till att hans proffslicens drogs in. Trollmann tog därefter olika daglönearbeten i Berlin och Hannover med omnejd.
1935 gifte han sig med Olga Bilda, som inte hade något romskt- eller sinti-påbrå. De fick dottern Rita. Efter Nürnberglagarnas införande 1935 hårdnade klimatet för romer och sinti. Trollmann greps och satt en period i koncentrationslägret Hannover-Ahlem, men frigavs när han lät sterilisera sig. 1938 skilde han sig från sin hustru, troligtvis för att skydda deras dotter från den förföljelse av "halvblod" som nazisterna inlett.
Han ryckte in i armén och under andra världskriget tjänstgjorde han i flera länder, bland annat på östfronten, tills Wehrmacht ändrade sin regler och Trollmann avskedades på grund av sin sinti-härkomst. Han återvände till Hannover där han 1942 arresterades av Gestapo och skickades till koncentrationslägret Neuengamme. En före detta boxningsdomare som var officer i lägret kände igen Trollmann och tvingade honom att på kvällarna, efter det ordinarie lägerarbetet, sparra mot SS-officerare i syfte att träna dem inför SS egen boxningsturnering. Detta tog på krafterna och Trollmann var i februari 1943 nära att dö.
André Mandryxcs, en belgisk kommunist som ledde lägrets informella fångråd, ansåg att Trollmann var viktig för moralen bland romer och sinti i lägret. För att rädda hans liv arrangerade han så att Trollmann byttes ut mot en fånge som hade beviljats förflyttning till ett annat läger, men som innan detta verkställts hade avlidit. Trollmann dödförklarades officiellt den 9 februari 1943, men i själva verket flyttades han till ett närliggande läger, Wittenberge, under falskt namn.
Även här igenkändes han dock efter en tid och avkrävdes en boxningsmatch mot Emil Cornelius, en kriminell som utsetts till fångarnas kapo. Trollmann besegrade Cornelius, som därefter tvingade honom till hårt arbete. En medfånge, Rudolf Landsberger, har vittnat om hur Cornelius under grävarbete utanför Wittenberge slog ihjäl den utmattade Trollmann med en spade. Detta ska ha skett i mitten av juni 1944.
2003 fick Trollmann postumt sin mästartitel tillbaka av tyska boxningsförbundet. En rad minnesmärken har uppförts, vägar och boxningscenter har namngetts efter honom och böcker, filmer och teaterpjäser har producerats.
2016 uppfördes musikalen Boxaren av Alexander Öberg och Erik Norberg på Örebro länsteater. Den handlade om Johan Trollmans tragiska öden och liv.